# Basilika Unserer Lieben Frau vom Berg Karmel (Frontino)

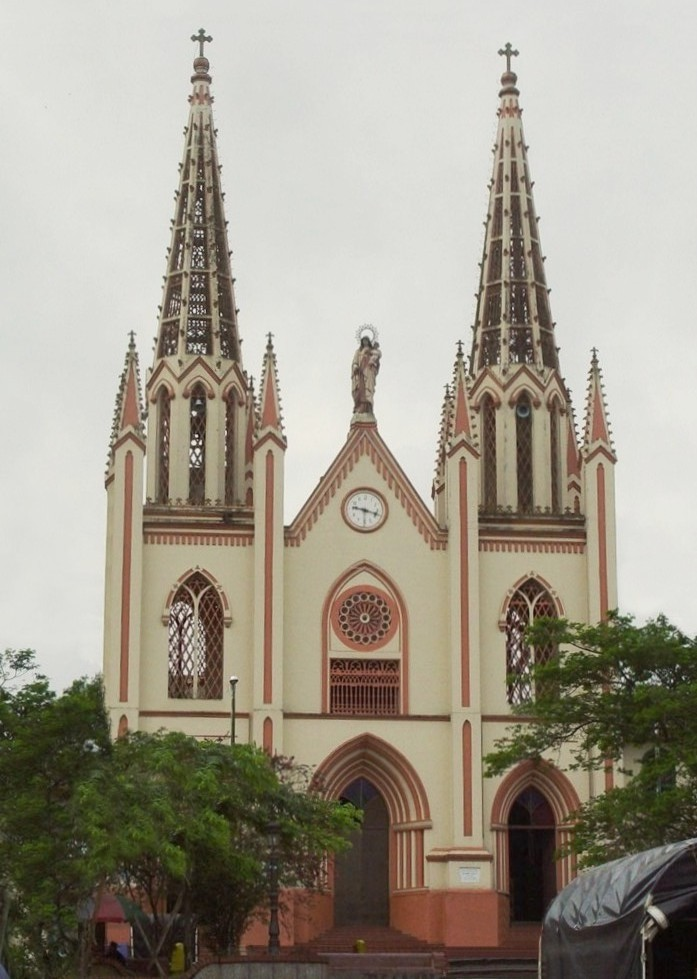
Basilika Nuestra Señora del Carmen

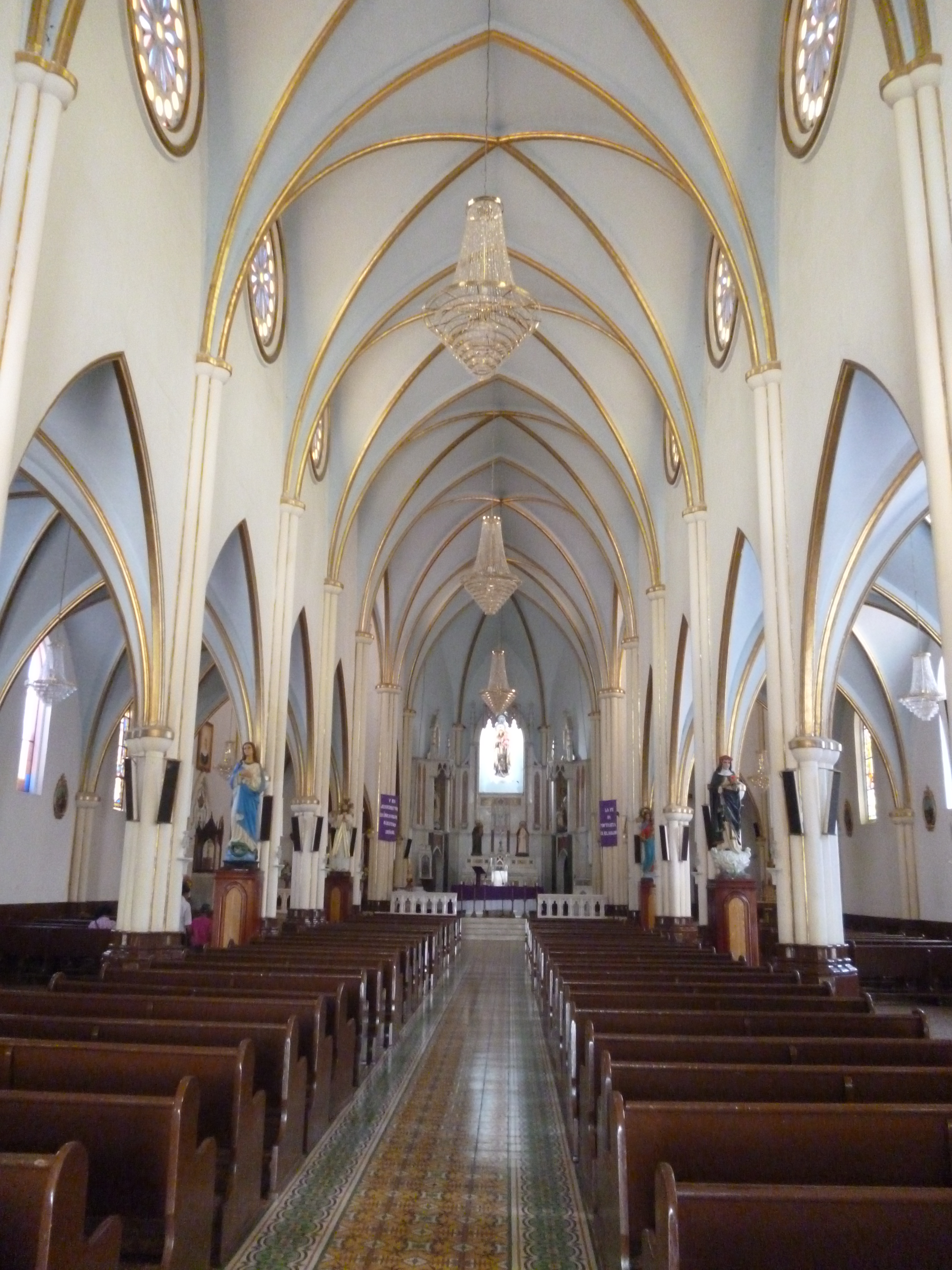
Innenraum

Die Basilika Unserer Lieben Frau vom Berg Karmel (spanisch Basilica Nuestra Señora del Carmen) ist eine römisch-katholische Kirche in Frontino im kolumbianischen Departamento de Antioquia. Die Pfarrkirche des Bistums Santa Fe de Antioquia trägt den Titel einer Basilica minor. Ihr neugotischer Bau wurde Mitte des 20. Jahrhunderts von den Karmeliten errichtet.
Im Jahr 2010 verlieh Papst Benedikt XVI. der Kirche den Titel einer Basilica minor; die Weihe fand am 4. September 2010 in Anwesenheit des Apostolischen Nuntius in Kolumbien, Monsignore Aldo Cavalli, statt.

## Geschichte
Nach 1860, ein Jahrhundert nach der Gründung der Pfarrei Cañasgordas, wurde in Frontino, an der Stelle, an der sich heute die Pfarrkirche befindet, eine kleine Strohkapelle errichtet. Mit der wachsenden Bevölkerung von Frontino wurde 1883 für die neue Pfarre Rosa von Lima mit dem Bau einer neuen gemauerten Kirche begonnen, die bis 1928 genutzt wurde.
1914 ließ sich die Karmeliter in Frontino nieder und begann mit dem Bau des Klosters und einer Kapelle. Im Jahr 1916 wurde die Pfarrei an die Karmeliter übergeben. Im Jahr 1922 wurde in der Gemeinde  unter der Leitung der Karmeliter mit dem Bau der heutigen Pfarrkirche begonnen. Für den Bau der Kirche wurden die Karmeliter-Architekten Andrés Lorenzo Huarte und später Daniel Puelles del Niño Jesús herangezogen. Die Ausführung erfolgte durch den lokalen Baumeister Manuel Callejas Muñoz.
Die Arbeit wurden am Chor begonnen und wurde durch die Sociedad del amor hermoso etwa durch die Tombolas und Basare unterstützt. Dieser erste Teil des Gebäudes wurde am 16. Juli 1929, sieben Jahre nach Baubeginn, eingeweiht.
Am 7. Februar 1941 wurde die Santísima Virgen del Carmen zur Schutzpatronin der Kirche ernannt. Aus diesem Grund wurde die 125 Kilogramm schwere Statue der Virgen del Carmen aus Barcelona  geschickt, das sich im Hochaltar befindet und am 20. Juli 1942 gesegnet wurde. 
Außerdem wurden das Prager Jesuskind (heute in Privatbesitz) und der Nazarener, der für die Prozessionen in der Karwoche verwendet wird, ebenfalls aus Spanien gebracht. Die Uhr ein das Bild an der Hauptfassade wurden am 15. Juli 1942 feierlich eingeweiht, beide wurden wie auch die Glocken gestiftet.
Am 27. Januar 1947 verließen die Karmeliten die Gemeinde, wobei die Fassade und das Innere der Kirche fertiggestellt wurden. Es fehlte nur noch der Bau der Türme, die von Manuel Callejas Muñoz ausgeführt wurden. Im September desselben Jahres (1947) begannen die Bauarbeiten am Atrium der Kirche, das den oberen Teil des Hauptparks umfasst, und wurden im Dezember desselben Jahres abgeschlossen.
Anfang der fünfziger Jahre wurde in Italien der Marmoraltar beauftragt, der am 15. Mai 1955 feierlich geweiht wurde, Das Kirchengestühl stammt etwa aus den 1960er und 1980er Jahren.
Im Jahr 2001 wurde das Atrium wieder aufgebaut. Es wurde von dem Architekten Juan Carlos Gutiérrez entworfen und am 16. Juli desselben Jahres eingeweiht. Auffallend ist das Bild der Virgen del Carmen, das das Innere des Tempels beherrscht, es wurde direkt aus Spanien hierher gebracht.